# Stephan von Spee
Stephan Friedrich Maria Antonius Michael Paul Apollinaris Hubertus Graf von Spee (* 5. August 1866 auf Schloss Linnep; † 29. November 1956 in Obersalwey) war ein deutscher Politiker und preußischer Landrat im Kreis Borken.

## Familie
Er stammte aus dem rheinischen Uradelsgeschlecht von Spee, das 1739 in den Reichsgrafenstand erhoben worden war. Sein Vater war Ferdinand Anton Karl Wilhelm Hubert Graf von Spee (1815–1886), ein Sohn des Franz von Spee (1781–1839), seine Mutter Paula Maria Julia Gräfin von Robiano (1833–1883). Er heiratete am 27. Februar 1908 Anna Maria Freiin von Wrede (* 17. September 1887; † 13. August 1959). Durch sie kamen Schloss und Gut Ahausen bei Finnentrop in den Besitz der Familie von Spee. Das Paar hatte 11 Kinder (6 Söhne, 5 Töchter), u. a.:
- Ferdinand (1908–1980), ⚭ 1943 mit Huberta Freiin von Twickel (* 1921), beider Sohn Stephan Graf von Spee (* 1944)
- Friedrich (Fritz) (1912–1945), gefallen in Brösen bei Danzig
- Hermann Joseph (1918–2014), ⚭ 1954 mit Maria Freiin von Lüninck (* 1926)
- Rochus (1925–1981), ⚭ 1965 mit Franziska Prinzessin von und zu  Liechtenstein (1930–2006)
- Remigius (* 1927)
- Wilderich (* 1930)

## Leben
Nach dem Besuch der Ritterakademie in Bedburg studierte von Spee Rechtswissenschaften in Bonn, Berlin und Freiburg im Breisgau. Nach dem Studium war er von 1886 bis 1887 Soldat als Einjährig-Freiwilliger beim Garde-Schützen-Bataillon in Groß-Lichterfelde und wurde Hauptmann der Reserve. 1889 bestand er die Prüfung zum Gerichtsreferendar und arbeitete beim Oberlandesgericht in Hamm. Im Jahr 1892 wechselte er als Regierungsreferendar zur Regierung nach Aurich. Im Jahr 1895 bestand von Spee die Prüfung zum Regierungsassessor. Als solcher war er zunächst beim Landratsamt für den Kreis Wesel beschäftigt. 1898 wechselte er zum Kreis Bunzlau und ein Jahr später zur Regierung in Hannover. Im Jahr 1903 wurde von Spee zum Regierungsrat befördert. Seit 1904 amtierte er als Landrat im Kreis Borken. Er trug maßgeblich zur Gründung der Kreissparkasse bei. Außerdem erwarb er sich Verdienste bei der Wohlfahrtspflege während des Ersten Weltkrieges. Von Spee war Direktor des landwirtschaftlichen Kreisvereins, Mitglied des westfälischen Provinziallandtages, des westfälischen Altertumsvereins und Aufsichtsratsmitglied der Elektrizitätswerke von Westfalen. Neben zahlreichen preußischen Orden und Auszeichnungen erhielt von Spee auch eine Reihe katholischer Ehrungen. So war er etwa Geheimer Kämmerer di spada e cappa von Pius XI. In Borken wurde er zum Ehrenbürger ernannt. Wegen der Erreichung der Altersgrenze schied er 1931 aus dem aktiven Staatsdienst aus. Im Alter von 90 Jahren verstarb Stephan Graf von Spee in Obersalwey.